# Purpursopp
Purpursopp, Imperator rhodopurpureus, är en svampart som beskrevs av František Smotlacha 1952 som Boletus rhodopurpureus i släktet Boletus och flyttades till det nybildade släktet Imperator 2015. Arten är reproducerande i Sverige.

## Källor

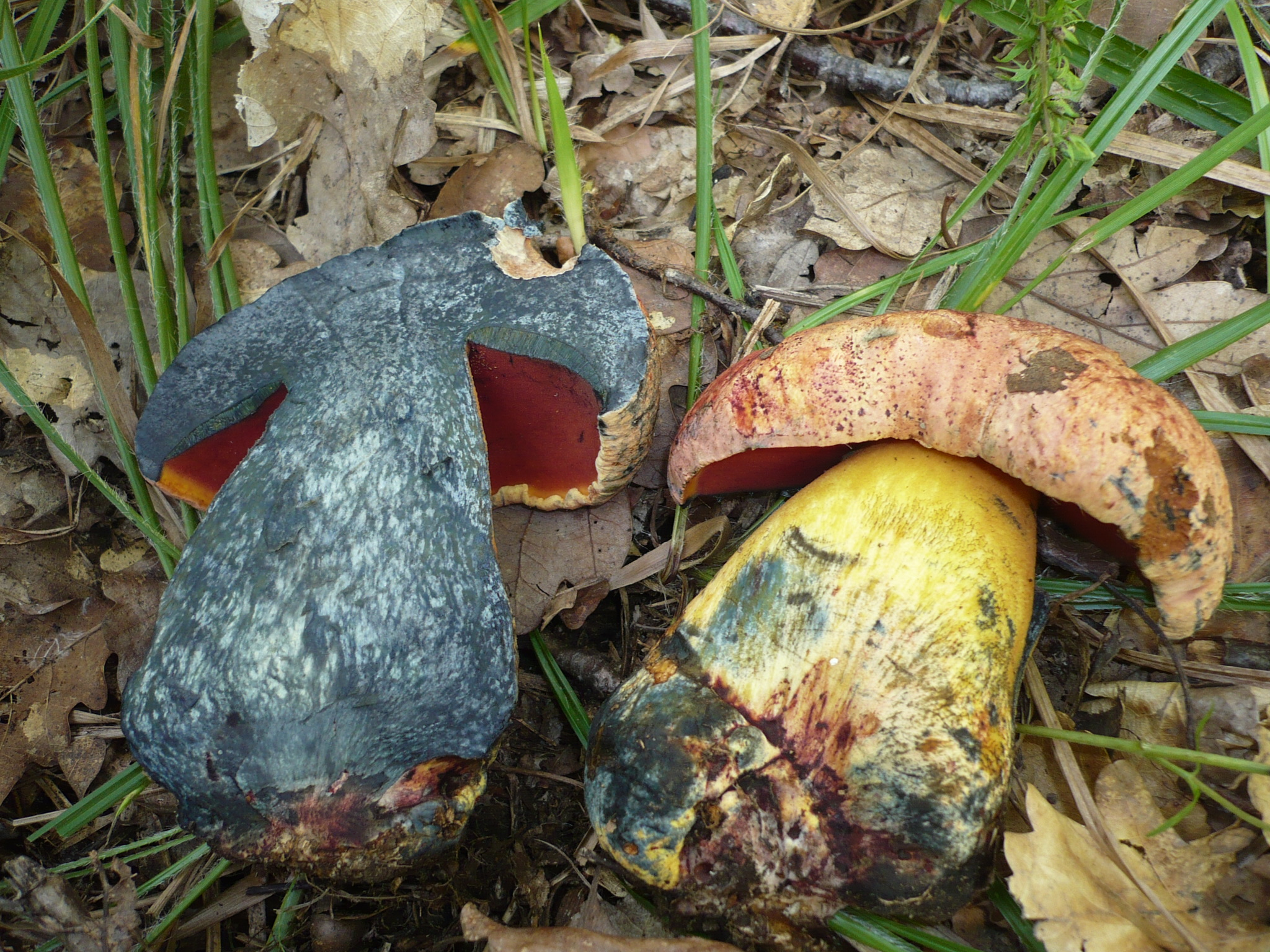
Kraftigt blånande kött.
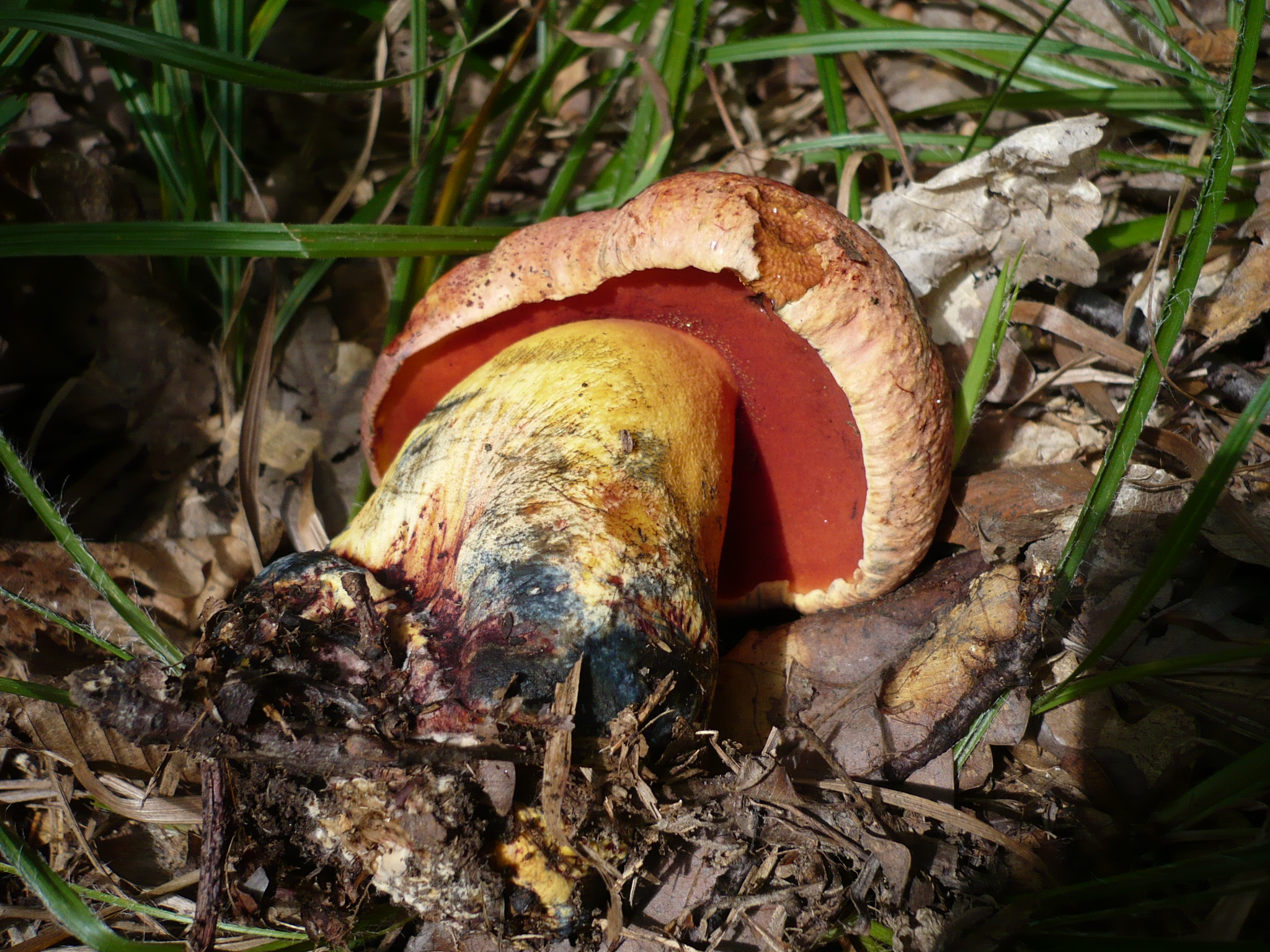
Röda porer.
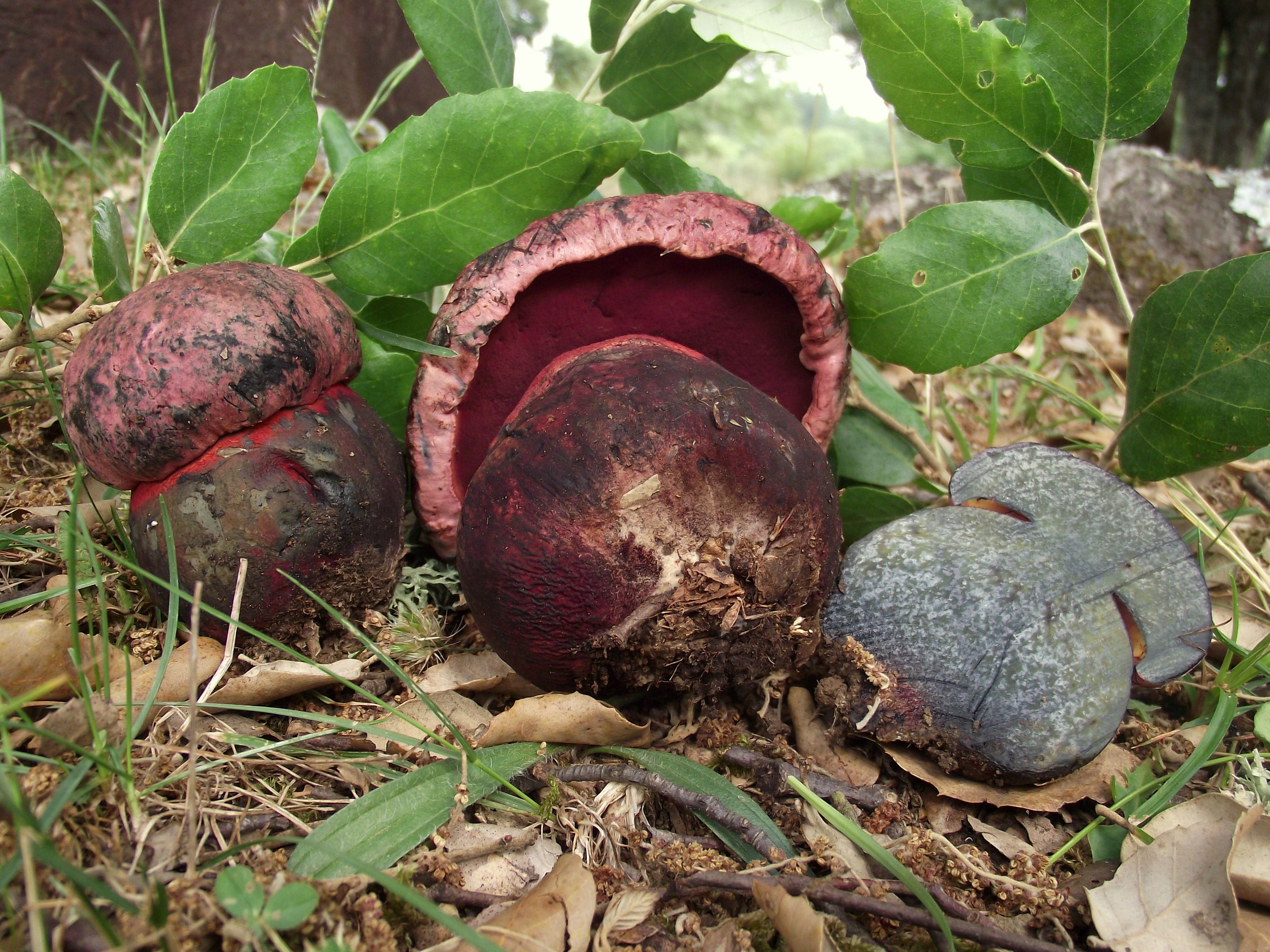
Skär hatthud och purpurfärgad fotbas.